# Stefano Secco
Stefano Secco (Milano, 15 dicembre 1973) è un tenore, percussionista e produttore discografico italiano.

## Biografia
Inizia i suoi studi sotto la direzione di Alberto Soresina e si diploma in percussioni con Tullio de Piscopo.
Segue anche corsi privati con Leyla Gencer e Renata Scotto.
Dopo le prime esperienze professionali interpreta Falstaff di Verdi nel ruolo di Fenton al Teatro Verdi di Sassari. Scritturato dal Teatro dell'Opera di Roma per la Messa di Gloria di Puccini e il Te Deum di Berlioz, veste i panni di Rodolfo in una fortunata produzione della Bohème di Puccini.
In seguito interpreta il Duca di Mantova nel Rigoletto di Verdi al Teatro Regio di Torino, al Massimo di Palermo, alla Fenice di Venezia, alla Staatsoper di Vienna, al Teatro di Toulouse, di Francoforte, della Coruña, all'Arena di Avenches, a Stoccolma, all'Opéra Bastille di Parigi; Rodolfo nella Bohème al Teatro dell´Opera di Roma, al Regio di Parma, all'Opéra Bastille, al Festival Pucciniano di Torre del Lago ed insieme ad Angela Gheorghiu in occasione di un Gala a Wiesbaden; Alfredo nella Traviata di Verdi a Venezia, Tokyo, Barcellona, Amburgo, Francoforte, Firenze e alla Scala di Milano con la direzione di Muti; Pinkerton, in Madama Butterfly di Puccini all´Opera di Roma, al Festival Pucciniano e al Comunale di Firenze; Edgardo in Lucia di Lammermoor di Donizetti alla Deutsche Oper di Berlino a Firenze e a Liège; Nemorino nell'Elisir d'amore di Donizetti al Teatro Gran Teatre del Liceu di Barcellona e alla Royal Opera House Covent Garden di Londra; De Grieux nella Manon di Massenet al Grand Théâtre de Genève ed al Liceu; Gabriele Adorno in Simon Boccanegra di Verdi all'Opéra Bastille, al Teatro Lirico di Cagliari e alla Scala di Milano.
Ottiene grande successo nella produzione della Traviata per la regia di Graham Vick a Tokyo, al suo debutto in Luisa Miller di Verdi alla Staatsoper di Monaco e in Lucia di Lammermoor al Teatro Comunale di Firenze. Riscuote il favore del pubblico nel Faust di Gounod all'Opera di San Francisco, dove canta anche Madama Butterfly diretto da Luisotti.
Al Teatro Filarmonico debutta nel 2000 po' nel ruolo di Osiride in Mosè in Egitto di Rossini e nel 2005 interpreta la Nona Sinfonia di Beethoven. All'Arena di Verona debutta nel 2011 nel ruolo di Roméo in Roméo et Juliette di Gounod, ruolo che canta anche nel 2012. Torna all'Arena di Verona per il Festival del Centenario nei panni di Ismaele in Nabucco di Verdi, in Roméo et Juliette per la terza volta consecutiva e nel 2014 con Un Ballo in Maschera di Verdi.
Ha ricevuto, tra gli altri, il Premio Jussi Bioerling consegnato dall'ambasciata di Svezia, il Premio Beniamino Gigli per la carriera internazionale consegnato dall'associazione finlandese in collaborazione con l'associazione Beniamino Gigli a Recanati, ed il Premio Flaviano Labò consegnato dalla famiglia Labò a Tabiano Terme.
Tra le sue incisioni discografiche si annoverano: DVD Petite Messe Solennelle, dir. R. Chailly; DVD Macbeth, Opera Paris (BelAir) dir. Currentzis; DVD Roméo et Juliette, Arena di Verona regia F. Micheli (BelAir); DVD Tosca, Torre del Lago Puccini, regia M. Corradi; CD Favourite Italian Songs, Piano D. Abramovitz (Naxos) e CD Simon Boccanegra (Studio Recording for Delos Records) e "Crescendo", il suo primo 'solo album',  dir. C. Orbelian, per la Delos Records.
La voce di Stefano è stata scelta ed aggiunta in una sequenza del film “The perfect host” di Nick Tomnay, cantando il brano “Quando le sere al placido” dalla Luisa Miller di G.Verdi.
Uno dei suoi cavalli di battaglia è Rigoletto.
È al Concerto di Capodanno 2016 alla Fenice di Venezia.
Successivamente inaugura la stagione del 2016 con l'opera Stiffelio e nel 2019 con l'opera Macbeth (Verdi) diretto da Myung-Whun Chung per la regia di Damiano Michieletto.
In Gennaio 2019 è in tournée con il Teatro alla Scala per un Gala Verdiano ad Algeri sotto la direzione del maestro Carignani.
In Giugno 2019 viene insignito del XXXI Premio Luigi Illica 2019 assieme ad personalità dello spettacolo.
Il 7 Agosto 2019 l'Istituto per lo Studio e la Promozione dell’Arte e della Cultura ha conferito a Stefano Secco la nomina a socio onorario e Ambasciatore della Cultura.
Nel 2020 la voce di Stefano Secco è stata scelta per far parte della colona sonora del film Netflix "Un amore mille matrimoni" " con il brano “La donna è mobile" di Verdi e “Ideale” di Francesco Paolo Tosti.
Nel periodo della pandemia ha ideato assieme al mezzosoprano Sarah M’Punga e alla giornalista Alessandra Giorda le trasmissioni web “Aspettando il Natale”, “Aspettando il nuovo Anno” e “Divertiamoci insieme” per un totale di circa una trentina di puntate con ospiti del campo musicale e dell’arte.
Nel 2021 ha registrato per France.tv Luisa Miller di Verdi al Opera de Marseille in nuova produzione curata da Louis Desiree.
Sempre nel 2021 pubblica il brano inedito Miraggio interpretato insieme la mezzosoprano Sarah M'Punga.
Nel 2023 è stato per la prima volta Arrigo nei Vespri Siciliani di Verdi al Teatro Comunale Di Bologna e ha debuttato nella Norma di Bellini a Messina cantando il ruolo di Pollione.

## Repertorio debuttato
| Ruolo                | Titolo                | Autore     |
| -------------------- | --------------------- | ---------- |
| Don José             | Carmen                | Bizet      |
| Gualtiero            | Il Pirata             | Bellini    |
| Pollione             | Norma                 | Bellini    |
| Lenskij              | Eugene Onegin         | Čajkovskij |
| Nemorino             | L'elisir d'amore      | Donizetti  |
| Edgardo Ravenswood   | Lucia di Lammermoor   | Donizetti  |
| Roberto Devereux     | Roberto Devereux      | Donizetti  |
| Faust                | Faust                 | Gounod     |
| Roméo                | Roméo et Juliette     | Gounod     |
| Chevalier Des Grieux | Manon                 | Massenet   |
| Werther              | Werther               | Massenet   |
| Hoffmann             | Les contes d'Hoffmann | Offenbach  |
| Rodolfo              | La bohème             | Puccini    |
| Mario Cavaradossi    | Tosca                 | Puccini    |
| F. B. Pinkerton      | Madama Butterfly      | Puccini    |
| Rinuccio             | Gianni Schicchi       | Puccini    |
| Osiride              | Mosè in Egitto        | Rossini    |
| Ismaele              | Nabucco               | Verdi      |
| Jacopo Foscari       | I due Foscari         | Verdi      |
| Macduff              | Macbeth               | Verdi      |
| Carlo Moor           | I masnadieri          | Verdi      |
| Stiffelio            | Stiffelio             | Verdi      |
| Duca di Mantova      | Rigoletto             | Verdi      |
| Manrico              | Il trovatore          | Verdi      |
| Alfredo Germont      | La traviata           | Verdi      |
| Gabriele Adorno      | Simon Boccanegra      | Verdi      |
| Riccardo             | Un ballo in maschera  | Verdi      |
| Arrigo               | I Vespri Siciliani    | Verdi      |
| Don Carlo            | Don Carlo             | Verdi      |
| Fenton               | Falstaff              | Verdi      |